# RC drift

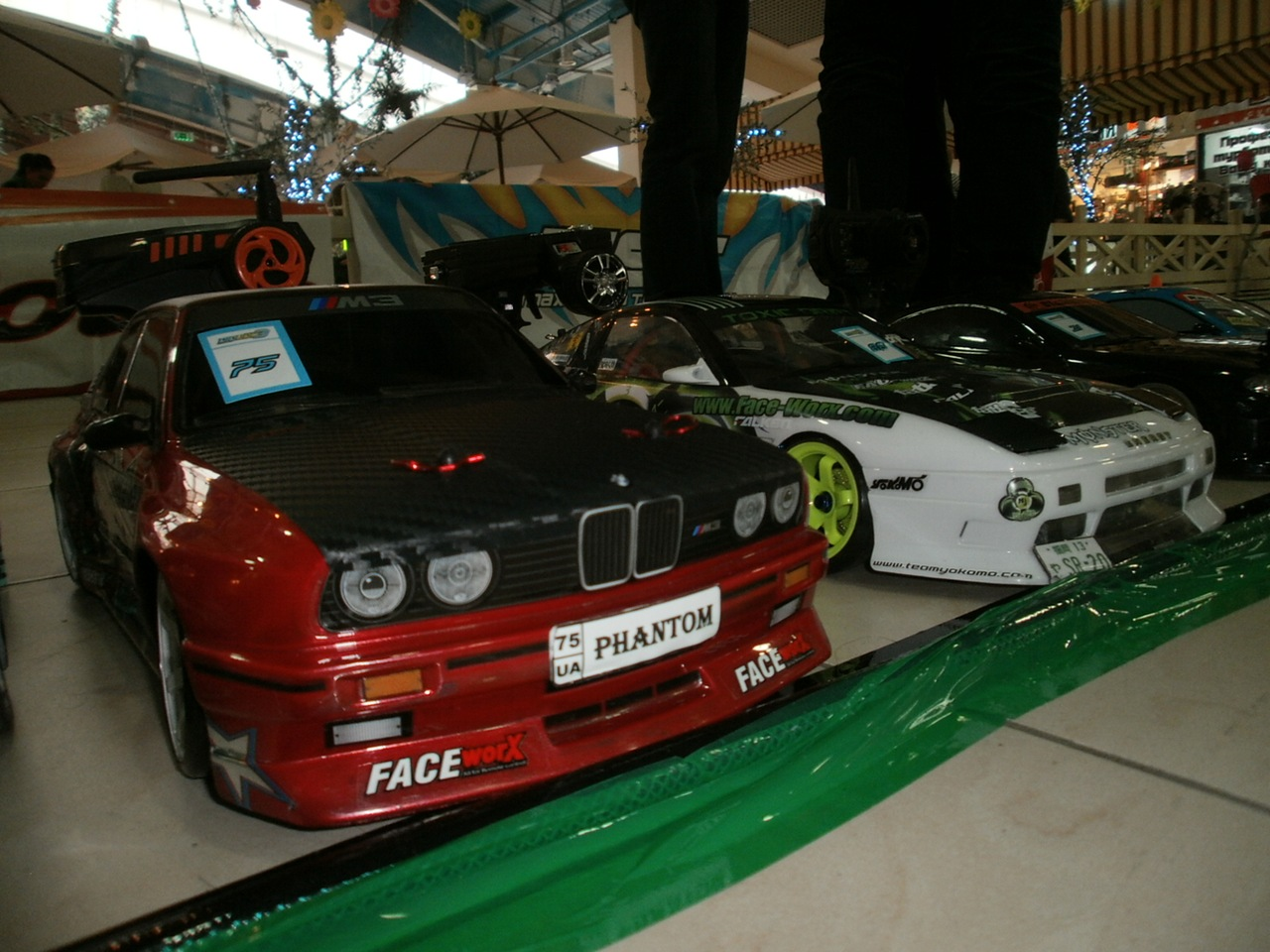
Дрифтовые автомодели на финале чемпионата Украины

Радиоуправляемый дрифт (РУ дрифт; англ. remote control drift, также англ. RC drift) — категория автомодельного вида спорта, в котором цель — прохождение трассы по заданию судей в управляемом заносе с использованием радиоуправляемой модели автомобиля. Основным производителем является Япония, который даёт многофункциональные устройства для дрифтового поколения.

## История радиоуправляемого дрифта

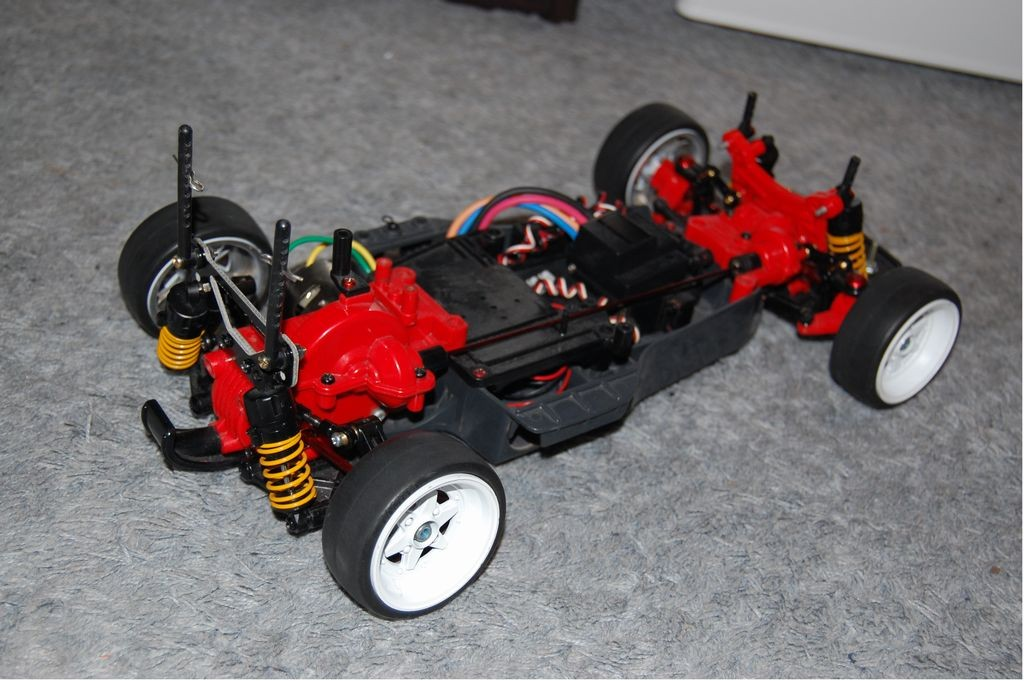
Шасси ТА-01 фирмы Tamiya

В автомодельный спорт дрифт на радиоуправляемых авто вошёл как суб-культура после выпуска фирмой Tamiya своего первого шасси TA-01 в 1991 году. Первопроходцы данного направления использовали базовые шоссейные версии автомоделей с незначительным переоборудованием, включающим в себя, как правило, обгонную муфту - блокировку заднего дифференциала и использование особых, более жестких, покрышек. В дальнейшем растущая популярность данного направления подвигла производителей автомоделей к производству как отдельных деталей, наборов, так и профильных моделей для дрифта.
Спустя некоторое время фирма Tamiya выпустила модель TT-01 (TT-02), которая стала хитом среди большинства моделистов данного класса. Модель была перевыпущена много раз, и является одной из самых популярных шасси среди новичков. Продаётся по настоящий момент, однако уже не пользуется столь сильной популярностью.
По ходу развития RC дрифта появилось много фирм, которые производят RC дрифт модели. Самые популярные из них:
- MST (Max Speed Technology)
- Yokomo
- Overdose
- Kazama
- Tamiya
- Street Jam
- 3Racing
- TEH
- Devil
- Team Magic
- HPI
- R31 house
- enRoute
- Oreolai

## Классы в RC дрифте
В RC дрифте существует 3 класса: 50/50, CS и RWD.

### 50/50
Полный привод. Контроль шасси в основном происходит рулём.
Самый простой для освоения класс в RC дрифте, но не самый копийный (к большому дрифту), и не самый интересный. Большинство шасси начального уровня идут готовым комплектом именно в этом классе.

### CS (Counter Steering)
Полный привод, но задние колёса крутятся быстрее. 
CS выставляется путём подбора пулей и ремней (для ремённых шасси) или подбором шестернёй в редукторе (для карданных шасси).
Когда же задние колеса вращаются быстрее передних, машина начинает себя вести более похоже на заднеприводную (каковые и используются в настоящем дрифте). При такой расстановке сил приходится применять контрруление (Counter Steering, CS), чтобы машину не заносило. Внешне это выглядит как колеса, вывернутые в сторону заноса. 
В rc drift аббревиатурой CS (или КС в русской транскрипции) обозначают соотношение крутящего момента между передними и задними колесами. Например CS 2.0 означает, что задние колеса вращаются в 2 раза быстрее передних. CS 1,6 - задние в 1,6 раз быстрее передних. Технически, можно сказать, что 50 на 50 - это CS 1.0 - колеса вращаются с одинаковой скоростью. 

### RWD
Задний привод. Может использоваться только с гироскопом.
Самый новый, и самый сложный класс в RC дрифте, но и самый копийный (приближенный к "большому" дрифту). Здесь относительно небольшие настройки шасси влияют значительно больше, чем в 50/50 или CS, и ошибка стоит гораздо большего. Однако отсутствие передних приводов позволяет сделать больший выворот передних колёс на шасси. 
Модель собирается из отдельных компонентов:
Шасси. Популярными вариантами являются Reved RDX, Yokomo RD2.0.
Двигатель. Подходит любой сенсорный на 10.5T-13.5T.
Регулятор оборотов. Сенсорный позволит более плавно контролировать модель в заносе. Подойдет любой от 60А и выше.
Сервопривод. От скорости и плавности его работы будет зависеть качество заезда и точность управления. Минимальные параметры: скорость 0.09 сек, усилие 7кг.
Гироскоп. Без гироскопа управляемый дрифт на заднем приводе невозможен.
Аппаратура управления. Подходит любая 3 канальная аппаратура.
Аккумулятор. Подойдёт любой li-po 2s 7.4v.
Покрышки. Подбираются в соответствии с покрытием (ковер, бетон, плитка и т.д.).

## Комплектация шасси в RC дрифте
Все модели поставляются в двух вариантах: RTR и KIT.

### RTR
RTR (Ready To Run). Готовое шасси с возможностью запуска "из коробки". Иногда может поставляться без аккумулятора и зарядного устройства.
Продаются шасси начального уровня.

### KIT
Комплект для сборки шасси. Набор запчастей + инструкция для сборки самой шасси без электроники.
Продаются шасси среднего и профессионального уровня.

## Комплектующие RC дрифт шасси
Модель состоит из четырёх основных компонентов: шасси, кузова, аппаратуры управления (пульта с приёмником) и аккумулятора.
Само шасси состоит из: самой шасси, двигателя, регулятора скорости и сервомашинки (сервы).

### Двигатель + Регулятор скорости
Бывает двух видов: колекторный (более дешёвый вариант) и бесколекторный (более дорогой вариант).
На коллекторных двигателях катают в основном новички, и по возможности стараются их заменить на БК систему (бесколлекторную систему).
БК системы бывают двух видов: сенсорная и бессенсорная. Сенсорная система плавнее на 15-20%, но и дороже.

### Сервомашинка
Отвечает за поворот колёс. Бывает аналоговые и цифровые сервомашинки.
Аналоговые сервомашинки как правило используют новички, а цифровые более опытные пилоты.
Цифровые сервомашинки бывают тоже двух типов: стандартная и низкопрофильная. 
Стандартные сервомашинки надёжнее, дешевле, и более удобно крепятся к шасси, но больше весят.
Низкопрофильные сервоприводы дороже, и для их установки иногда
требуются специальные крепления. Но они меньше весят, и дают более правильную развесовку шасси. (если крепятся вертикально).
Чем быстрее сервомашинка, тем больше у вас есть право на ошибку.

### Аппаратура управления
По сути это передатчик (пульт) + приёмник. От передатчика идёт сигнал на приёмник, который находится в шасси, а далее он отдаёт сигналы на нужные каналы.
Для управления RC дрифт моделью обязательно требуется 2 канала:
1. Сервопривод (лево/право)
2. Регулятор (газ/тормоз)

Однако желательно иметь хотя бы 3, а лучше 4. Все дополнительные каналы используются для подключения светотехники, или других дополнительных опций.

### Аккумулятор
В RC дрифе используются  Li-Po аккумуляторы.
LiPo - Дольше держат заряд.  Выдают больше мощность.